# ボン岬半島
ボン岬半島（ボンみさきはんとう、アラビア語: الرأس الطيب、英語: Cap Bon Peninsula）は、アフリカ大陸から地中海に突き出たチュニジア北東部にある半島。地中海を挟んで東にはシチリア島、パンテレリア島がある。北西にはブランク岬との間にチュニス湾が広がり、南にはハンマメット湾が広がる。ナブールやケリビアなどの都市がある。半島の先端には、ケルクアンの遺跡がある。
一帯にHalocnemum属、Arthrocnemum属やSalicornia arabicaなどの塩生植物およびネジリカワツルモを含むカワツルモ属、イトクズモを含むイトクズモ属、ガマ属、ホタルイ属などの水生植物が生え、ウスユキガモ、シュバシコウ、ニシズグロカモメ、サンドイッチアジサシ、ニシツバメチドリ、カオジロオタテガモ、メジロガモ、オオフラミンゴなどの渡り鳥が営巣または越冬のために訪れる。西部基部のソリマン・サブカ、東海岸のラグーン群および内陸部のダム湖群のレブナダム、ウエド・エル・ハジャルダム、ムラービダム、シディ・アブデルモニームダムはラムサール条約登録地である。